# Härmed förklarar jag er Chuck och Larry
Härmed förklarar jag er Chuck och Larry (engelska: I Now Pronounce You Chuck and Larry) är en amerikansk komedifilm från 2007, regisserad av Dennis Dugan med Adam Sandler och Kevin James i huvudrollerna.

## Handling
Chuck och Larry är brandmän och bästa vänner. Vid en utryckning skadas Chuck allvarligt och Larry räddar livet på honom. Chuck blir skyldig Larry en tjänst. 

## Rollista
| Adam Sandler        | – Charles "Chuck" Levine          |
| Kevin James         | – Lawrence "Larry" Valentine      |
| Jessica Biel        | – Alex McDonough                  |
| Dan Aykroyd         | – kapten Phineas J. Tucker        |
| Ving Rhames         | – Fred G. Duncan                  |
| Steve Buscemi       | – Clinton "Clint" Fitzer          |
| Peter Dante         | – Tony Paroni                     |
| Rachel Dratch       | – bidragskvinnan                  |
| Allen Covert        | – Steve                           |
| Richard Chamberlain | – Banks, kommunalråd              |
| Lance Bass          | – orkesterledare                  |
| Dave Matthews       | – försäljare                      |
| Blake Clark         | – den galne hemlöse               |
| Tila Tequila        | – Hooters-tjej                    |
| Jamie Chung         | – Hooters-tjej                    |
| Dennis Dugan        | – taxichaufför                    |
| Jonathan Loughran   | – David Nootzie                   |
| David Spade         | – Groupie (okrediterad)           |
| Rob Schneider       | – Asiatisk minister (okrediterad) |